# 颐和园长廊

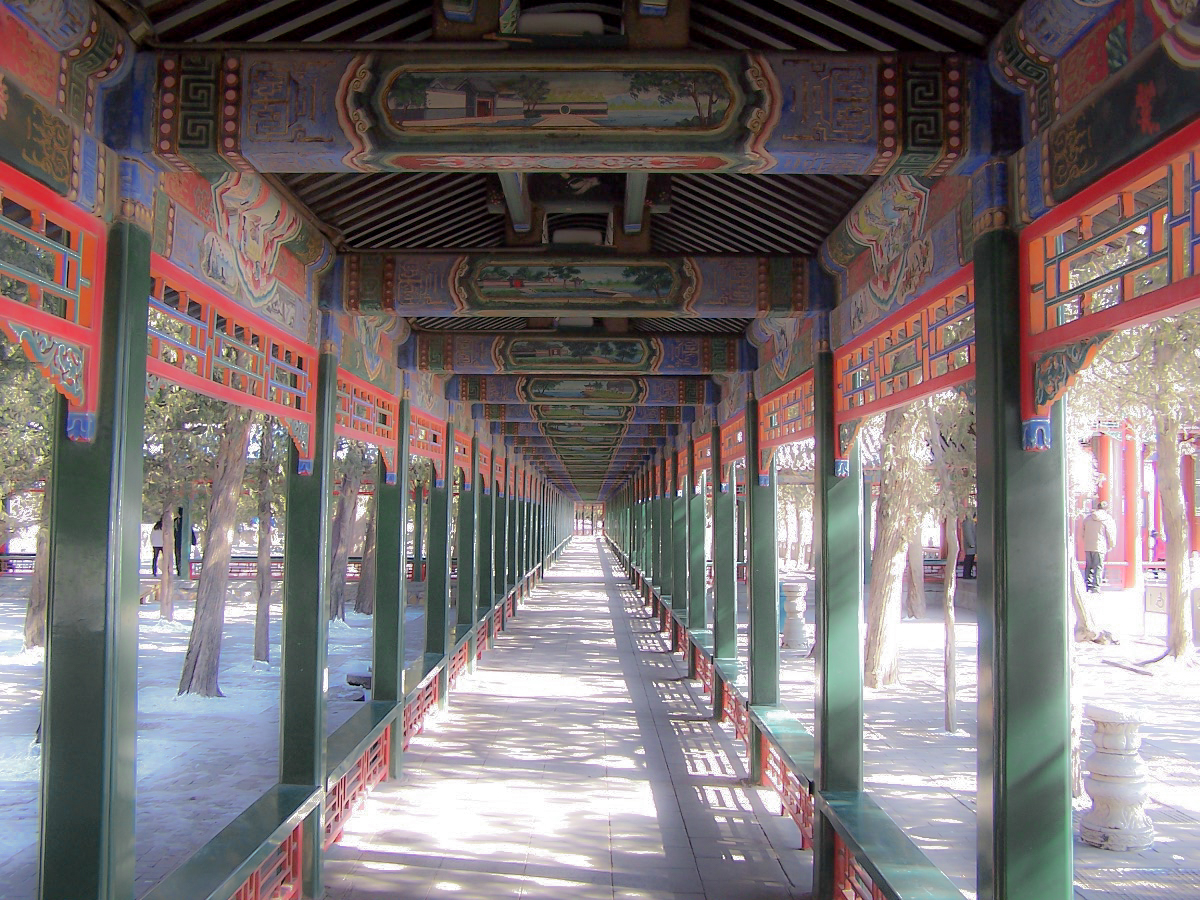
長廊

长廊（又称千柱廊）是中国北京颐和园内的一处廊。它初建于18世纪中期，东起邀月门，西至石丈亭，全长728米，共273间，超过14,000幅彩绘，被吉尼斯世界纪录评为世界上最长的木廊。

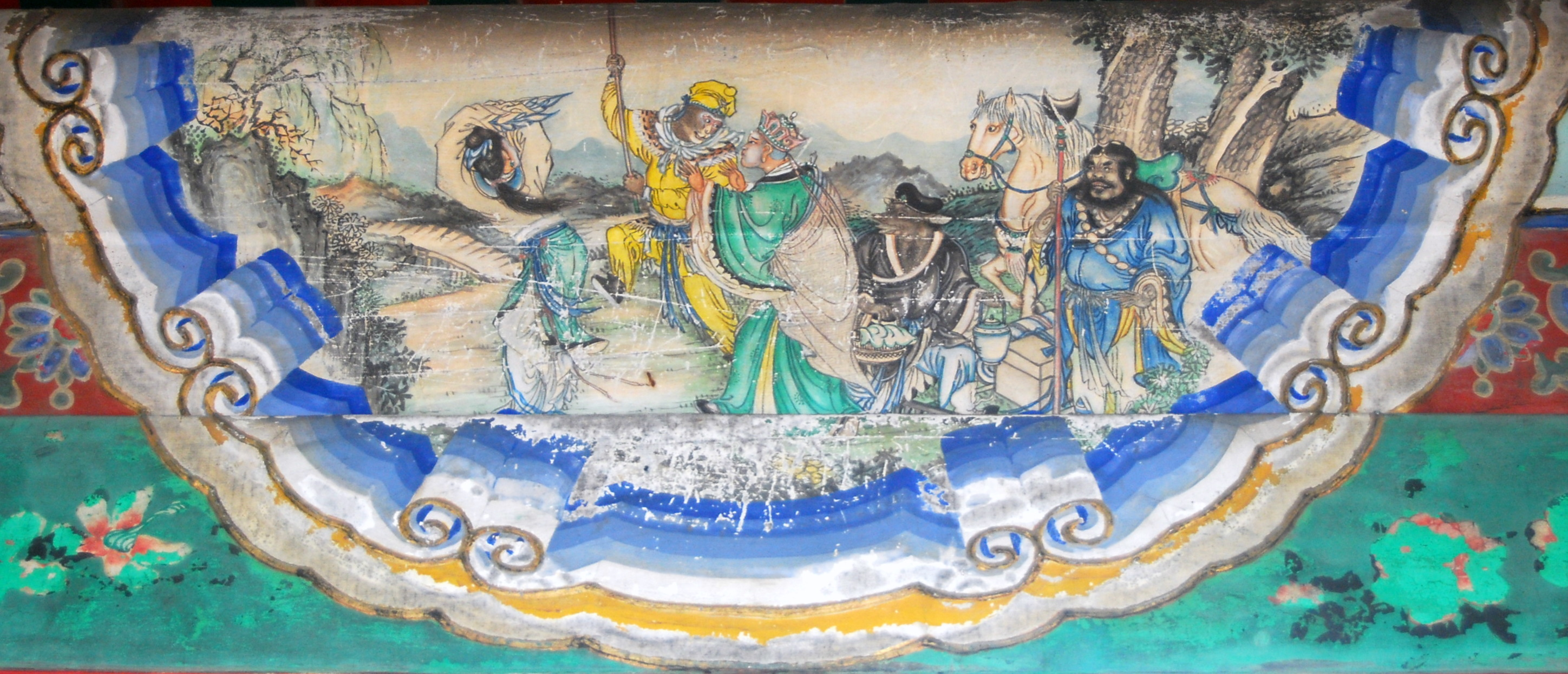
西遊記

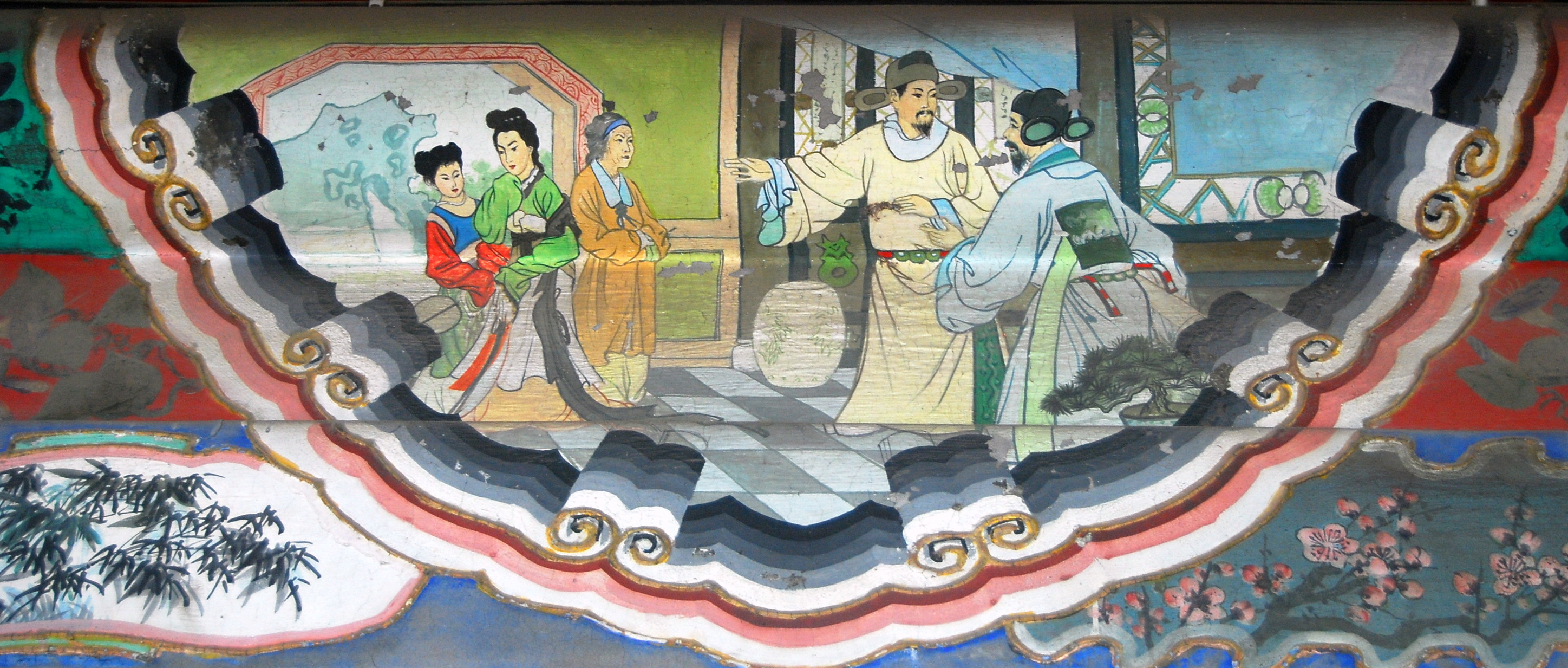
义婚孤女

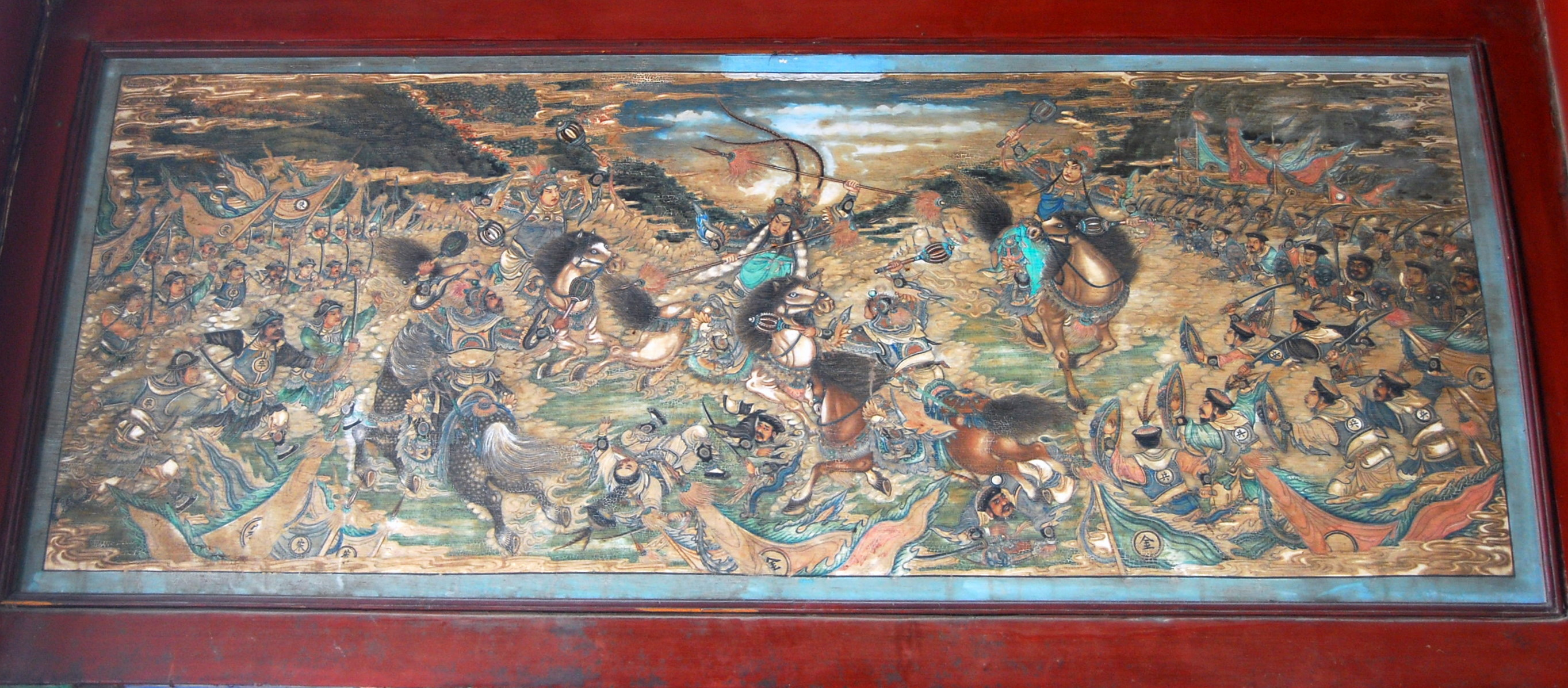
大战陆文龙

## 历史
长廊始建于1750年（清乾隆十五年）。乾隆皇帝将这一地区占为皇家园林，以便圣母皇太后沿廊漫步、观雨赏雪，是清漪园的一部分:4。1860年（清咸丰十年），在第二次鸦片战争期间长廊和清漪园的大部分一起被英法联军付之一炬:4。
1888年（清光绪十四年），慈禧太后重修颐和园时重建:4。1902年，慈禧再次对颐和园大修:4。进入民国后，长廊与颐和园一起衰败荒芜:4。1959年，为庆祝中华人民共和国成立十周年，政府集中力一批古建工匠和彩绘艺人对长廊进行了大规模修缮:4-5。
1966年文化大革命爆发后，为了应对“破四旧”风潮，颐和园工作人员在部分彩绘上涂了一层白粉用于保护:5-6。1979年，为庆祝中华人民共和国成立三十周年，对长廊再次进行修缮，并对部分损毁的彩绘进行了重绘或补绘:6。1990年，长廊作为世界上最长的木廊被记录在吉尼斯世界纪录:6。2006年，为了北京即将举办的2008年奥运会，北京市政府再对长廊进行了部分修缮:6。
作为颐和园的一部分，长廊于1998年12月被列入联合国教科文组织世界遗产。

## 布局

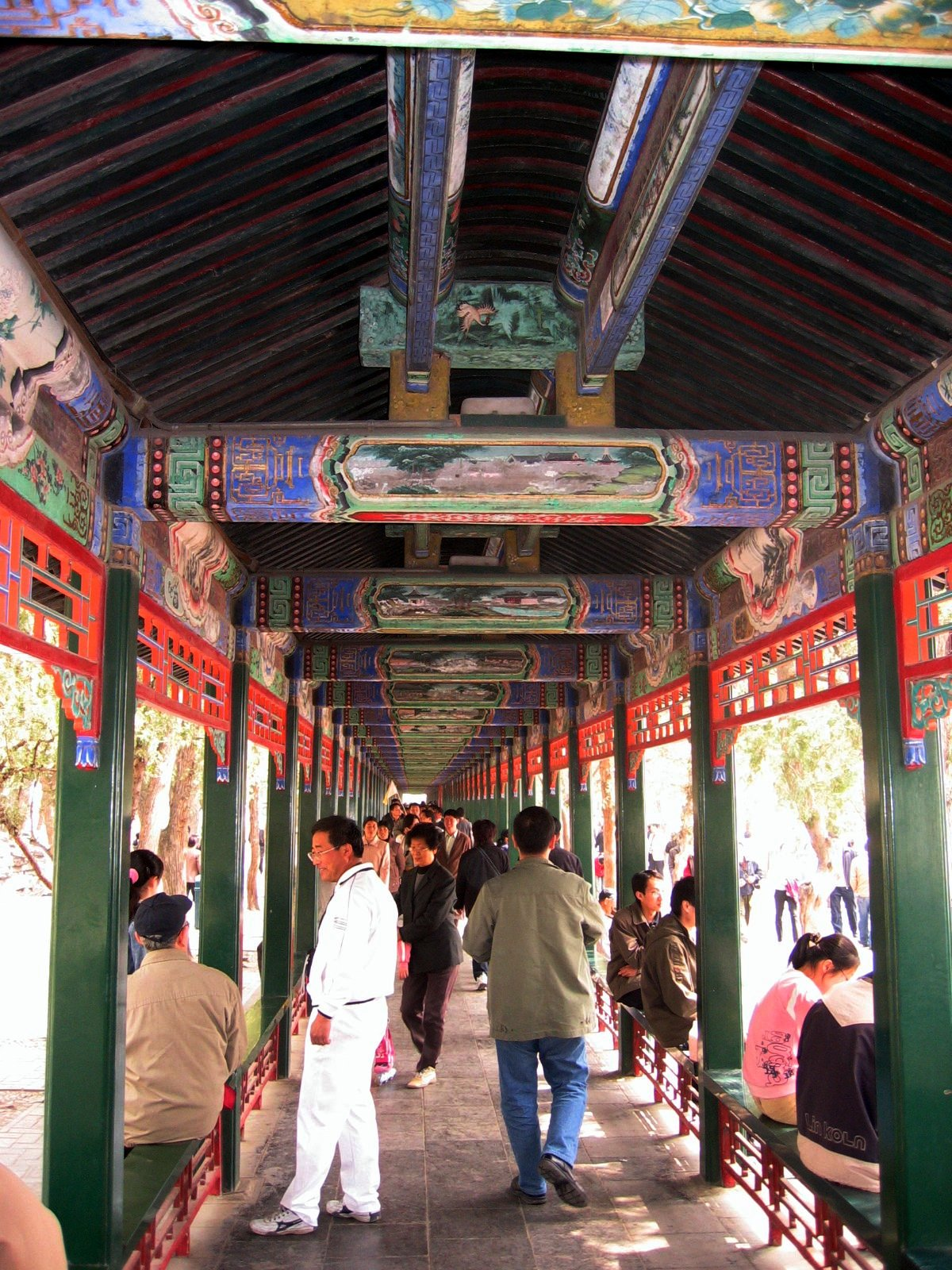
长廊的游客

长廊东起邀月门，沿昆明湖北岸向西延伸。它全程不曾离开湖岸和在它另一边的万寿山脚之间的移行带。湖边标志性的亭子石舫位于长廊西端附近。长廊中段经过围绕万寿山靠湖一侧中心建筑群的弯曲段，该中心建筑群的主厅为排云殿，为慈禧太后庆祝生日之所。排云门为长廊中心，长廊从中贯穿。排云门本身也是一个标志，也被彩绘覆盖。
长廊全长728米(含4座亭子则为752米)，房顶下的大梁将其分为273间。沿其走向在排云门的两侧各有两座即共四座重檐八角亭，分别代表春夏秋冬四季，由东到西命名为：留佳、寄澜、秋水、清遥。排云门每一侧两亭中间都有道路，湖岸上的亭子能通过长廊的南向短延伸段到达：对鸥舫在东，鱼藻轩在西。在西面还有一个和鱼藻轩反向的北向延伸段，走向一座三层八角形瞭望塔。

## 彩绘
长廊的梁柱和天花板全部用苏式彩画装饰。总计14,000多幅彩绘，包括640幅乾隆时期的西湖风景古建画和数千幅山水、花鸟、博古画，特别是描述中国古典文化、民间故事、历史和传说人物的彩画最受关注。
四座亭每座都在东西两门道处有两幅巨幅彩绘。这些彩绘的主题如下（由东到西）：
桃花源记《桃花源记》设定为东晋孝武帝太元年间事。讲述一个渔民在一处窄山洞的另一侧发现了与世隔绝的山谷“世外桃源”。谷中居民为秦朝躲避战乱者的后人，他们从那时起在这个乌托邦中和平地定居，不受外界历史发展影响。渔夫回家讲了这个故事，但这个世外桃源再也找不到了。
齐天大圣斗哪吒此画描述中国四大名著《西游记》的一个情节。此情节中，猴王孙悟空与玉帝派去擒拿他的男孩神仙哪吒战斗。在战斗中，哪吒和孙悟空都把自己变成了三头六臂的神。在画中，哪吒踩着通常用于移动的风火轮。
张飞夜战马超此画的主题是蜀国未来五虎将中的二将张飞和马超在葭萌关之战中激烈而僵持的战斗。取材于四大小说名著之一、14世纪历史小说《三国演义》。
八大锤大闹朱仙镇此画展现金朝和宋朝之间的一场决战。宋将岳飞因与入侵金军作战而显名。在朱仙镇之战中，宋军几乎战败，但四位各使雙锤的将军岳雲、嚴成方、狄雷、何元慶，挺身而出的勇气将几乎的败局扭转为了决定性的胜利。
岳飞枪挑小梁王和《八大锤大闹朱仙镇》相似，此画的主题也是关于宋朝英雄岳飞的故事。此画描述岳飞和想通过行贿在比武中胜出的富家贵族子弟小梁王柴桂的交战。在画中，柴桂坠马，岳飞枪刺其心杀之。
竹林七贤此画在秋水亭的西边，展现了3世纪的七位奔放的文士即竹林七贤。文士阮籍、嵇康、阮咸、山涛、向秀、王戎和刘伶持有进步的政治观念，却不能实现抱负。因而他们拒绝寻求名利，转而在竹林中以作诗、饮宴、奏乐、下棋以自娱。
赵子龙大战长坂坡此画展现《三国演义》的另一幕。在长坂坡之战中，将领赵云被曹操（后其子曹丕继业，推翻汉朝建立魏国）的敌军取得重大人数优势。此外赵云还要寻找未来蜀国开国者刘备的麋夫人和儿子刘禅。他找到他们后，麋夫人为了不成为赵云的拖累而自杀，赵云为保护幼儿刘禅而陷入战斗。此画展示赵云着白袍，被敌兵包围，握住刘禅。最后，他成功重创敌军，救了刘禅。
三英战吕布此画在清遥亭的西边。主题是虎牢关之战，仍是《三国演义》小说的一场战役。此战的一方是当时还忠于养父、控制汉朝皇帝的暴虐者董卓的吕布，另一方是结义三兄弟，未来蜀国开国者刘备及其手下两位后来位列五虎将的顶级将领关羽、张飞。此画展现黑脸的张飞使枪，红脸的关羽使偃月刀，刘备使双刃剑。